# غوستاف جيربر
غوستاف جيربر (بالألمانية: Gustav Gerber)‏ (و. 1820 – 1901 م) هو مدرس، وفيلسوف ألماني، ولد في برلين، توفي في برلين، عن عمر يناهز 81 عاماً.